# Judit Vergés Xifra
Judit Vergés Xifra es una deportista española que compite en piragüismo en la modalidad de kayak de mar.
Ganó una medalla en el Campeonato Mundial de Piragüismo en Kayak de Mar de 2021 y tres medallas en el Campeonato Europeo de Piragüismo en Kayak de Mar entre los años 2018 y 2022.

## Palmarés internacional
| Campeonato Mundial | Campeonato Mundial   | Campeonato Mundial | Campeonato Mundial |
| Año                | Lugar                | Medalla            | Competición        |
| ------------------ | -------------------- | ------------------ | ------------------ |
| 2021               | Lanzarote (España)   | Medalla de bronce  | K1                 |
| Campeonato Europeo |                      |                    |                    |
| Año                | Lugar                | Medalla            | Competición        |
| 2018               | Villajoyosa (España) | Medalla de plata   | K1                 |
| 2021               | Cherbourg (Francia)  | Medalla de oro     | K1                 |
| 2022               | Cagliari (Italia)    | Medalla de oro     | K1                 |